# Sandy Wexler
Pour plus de détails, voir Fiche technique et Distribution.
Sandy Wexler est une comédie américaine réalisée par Steven Brill, mis en ligne sur la plateforme de VOD Netflix en 2017.

## Synopsis
Sandy Wexler (Adam Sandler) est un agent travaillant à Los Angeles dans les années 1990. Ses clients sont parmi les plus excentriques du show-business hollywoodien. Un jour, il tombe amoureux de Courtney Clarke (Jennifer Hudson), sa plus récente cliente, une chanteuse extrêmement talentueuse qu'il découvre dans un parc d'attraction.

## Distribution
- Adam Sandler (VF : Serge Faliu) : Sandy Wexler
- Jennifer Hudson (VF : Barbara Beretta) : Courtney Clarke
- Kevin James (VF : Christophe Lemoine) : Ted Rafferty
- Terry Crews (VF : Thierry Desroses) : « Bedtime » Bobby Barnes
- Rob Schneider (VF : Nessym Guetat) : Firuz
- Colin Quinn (VF : Michel Vigné) : Kevin Connors
- Nick Swardson (VF : Loïc Houdré) : Gary Rodgers
- Lamorne Morris (VF : Frantz Confiac) : Bling
- Arsenio Hall (VF : Pascal Légitimus) : lui-même
- Aaron Neville (VF : Daniel Beretta) : Willy Clarke
- Jane Seymour (VF : Evelyn Séléna) : Cindy Marvelle
- Luis Guzman (VF : Paul Borne) : Oscar
- Rob Reiner : Marty Markowitz
- Chris Elliott : M. Buttons
- Ido Mosseri (VF : Thomas Sagols) : Yuri
- Milo Ventimiglia (VF : Rémi Bichet) : Barry Bubatzi
- Eugenio Derbez : Ramiro Alejandro
- Jessica Lowe : Mme Gideon
- Allen Covert : Gurvy
- Jonathan Loughran : Trucker Jon
- Kate Micucci : une infirmière
- Carl Weathers : lui-même
- Darius Rucker : lui-même
- Jason Priestley : le témoin important
- Gary Dell'Abate : lui-même
- Quincy Jones (VF : Jean-Paul Pitolin) : lui-même
- Judd Apatow : lui-même
- Janeane Garofalo (VF : Juliette Degenne) : elle-même
- Pauly Shore (VF : Cédric Dumond) : lui-même
- Kevin Nealon : lui-même
- Lorne Michaels (VF : Jacques Bouanich) : lui-même
- Jon Lovitz (VF : Michel Mella) : lui-même
- Henry Winkler (VF : Gérard Surugue) : lui-même
- Dana Carvey : lui-même
- Chris Rock (VF : Jean-Baptiste Anoumon) : lui-même
- David Spade (VF : Guillaume Lebon) : lui-même
- George Wendt (VF : Jean-François Kopf) : lui-même
- Richard Lewis (VF : Emmanuel Karsen) : lui-même
- Paul Rodriguez (VF : Vincent Bonnasseau) : lui-même
- Jared Sandler (VF : Gabriel Bismuth-Bienaimé) : Jared
- Jackie Titone Sandler (VF : Elisa Bourreau) : Amy
- Penn Jillette (VF : Xavier Fagnon) : lui-même
- Tony Orlando : lui-même
- Vanilla Ice : lui-même
- Jimmy Kimmel : lui-même
- Conan O'Brien : lui-même
- Jay Leno : lui-même
- Louie Anderson : lui-même
- Weird Al Yankovic : lui-même
- Kenneth « Babyface » Edmonds : lui-même
- Mason « Ma$e » Betha : lui-même
- Lisa Loeb : elle-même
- Budd Friedman : lui-même